# タムダオ県

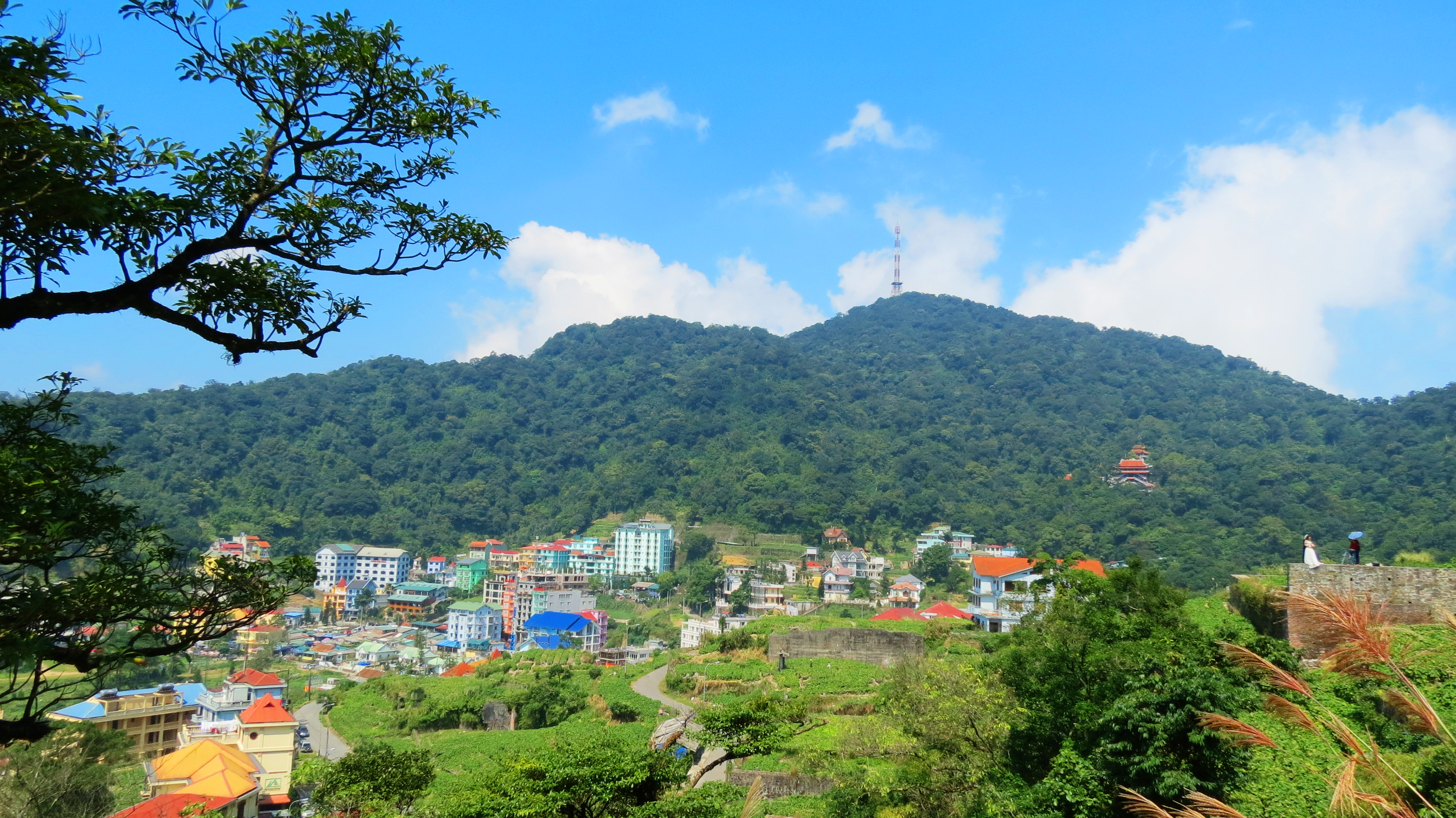

タムダオ県（タムダオけん、ベトナム語：Huyện Tam Đảo / 縣三島?）は、ベトナム社会主義共和国ヴィンフック省の県。面積は234.76km²、人口は80,322人（2018年）である。